# Sergio Almirón
Sergio Bernardo Almirón (ur. 7 listopada 1980 w Rosario) – argentyński piłkarz, występujący na pozycji środkowego pomocnika. Obecnie gra w Catanii.

## Kariera piłkarska
Karierę piłkarską rozpoczynał w rodzimym Newell’s Old Boys, skąd po rozegraniu piętnastu meczów wyemigrował do Europy. Od przejścia do Udinese Calcio całą swoją karierę (jak do tej pory) związał z włoską piłką. W zespole z Udine rozegrał zaledwie dwanaście spotkań. Następnie odszedł do Hellas Werona, która w sezonie 2003/2004 okupowała tabelę Serie B. Po szesnastu meczach, w których zdobył jedną bramkę, udał się do Empoli FC. Rozegrał tam około 100 spotkań, strzelił 18 bramek i wzbudził zainteresowanie Juventusu. Po rozegraniu 9 ligowych meczów był wypożyczany kolejno do AS Monaco, Fiorentiny i AS Bari.
Latem 2010 działacze Bari wykupili połowę karty Argentyńczyka. W sezonie 2010/2011 Almirón rozegrał 25 ligowych spotkań, ale spadł z zespołem do Serie B i w sierpniu 2011 podpisał kontrakt z Catanią. W nowym klubie zadebiutował 11 września w zremisowanym 0:0 meczu z Sieną, a pierwszą bramkę strzelił 15 października w wygranym 2:1 spotkaniu z Interem Mediolan.